# 야성의 킬리만자로
《야성의 킬리만자로》(영어: Killers of Kilimanjaro)는 1959년에 개봉한 영국의 영화이다.

## 출연
- 로버트 테일러 - 애덤슨
- 앤 오브리 - 칼톤

## 한국판 성우진(KBS)
- 최흘 - 애덤슨(로버트 테일러)
- 강희선 - 칼톤(앤 오브리)
- 김계원 - 벤 아메드(그레고르 아슬란)
- 신세인 - 알리(마틴 벤슨)
- 박영남 - 파샤(존 디메치)
- 조달호 - 세스턴(앨런 커스버트슨)
- 조동희 - 후크(앤서니 뉼리)
- 이종구 - 선장(도널드 플레전스)
- 윤기황 - 군더(마틴 보디)